# Pseudephedrus chilensis
Pseudephedrus chilensis är en stekelart som beskrevs av Petr Starý 1976. Pseudephedrus chilensis ingår i släktet Pseudephedrus och familjen bracksteklar. Inga underarter finns listade i Catalogue of Life.